# Queensferry (Schotland)

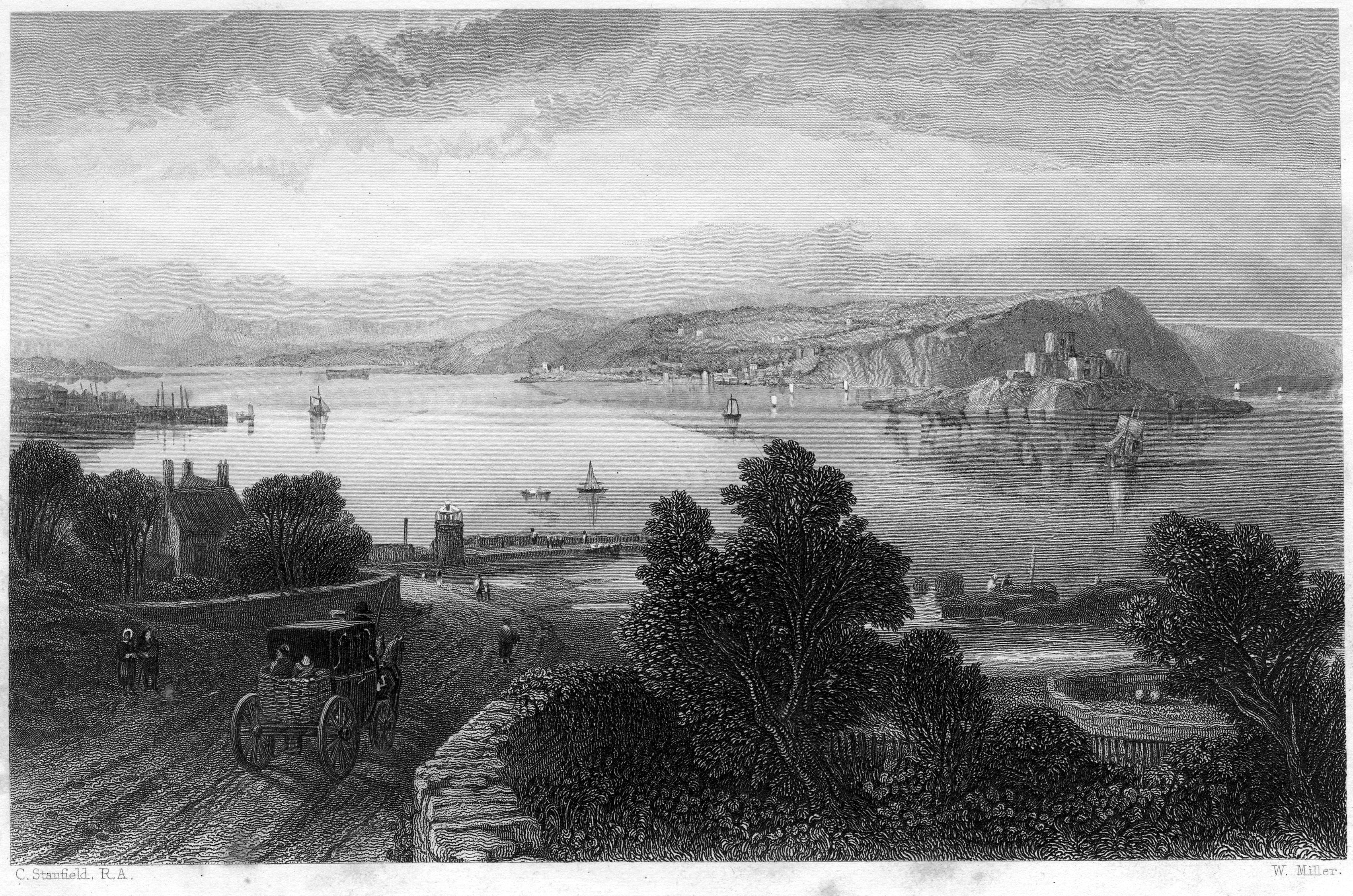
Queensferry vanuit het zuidoosten.
Gravure, William Miller, 1843

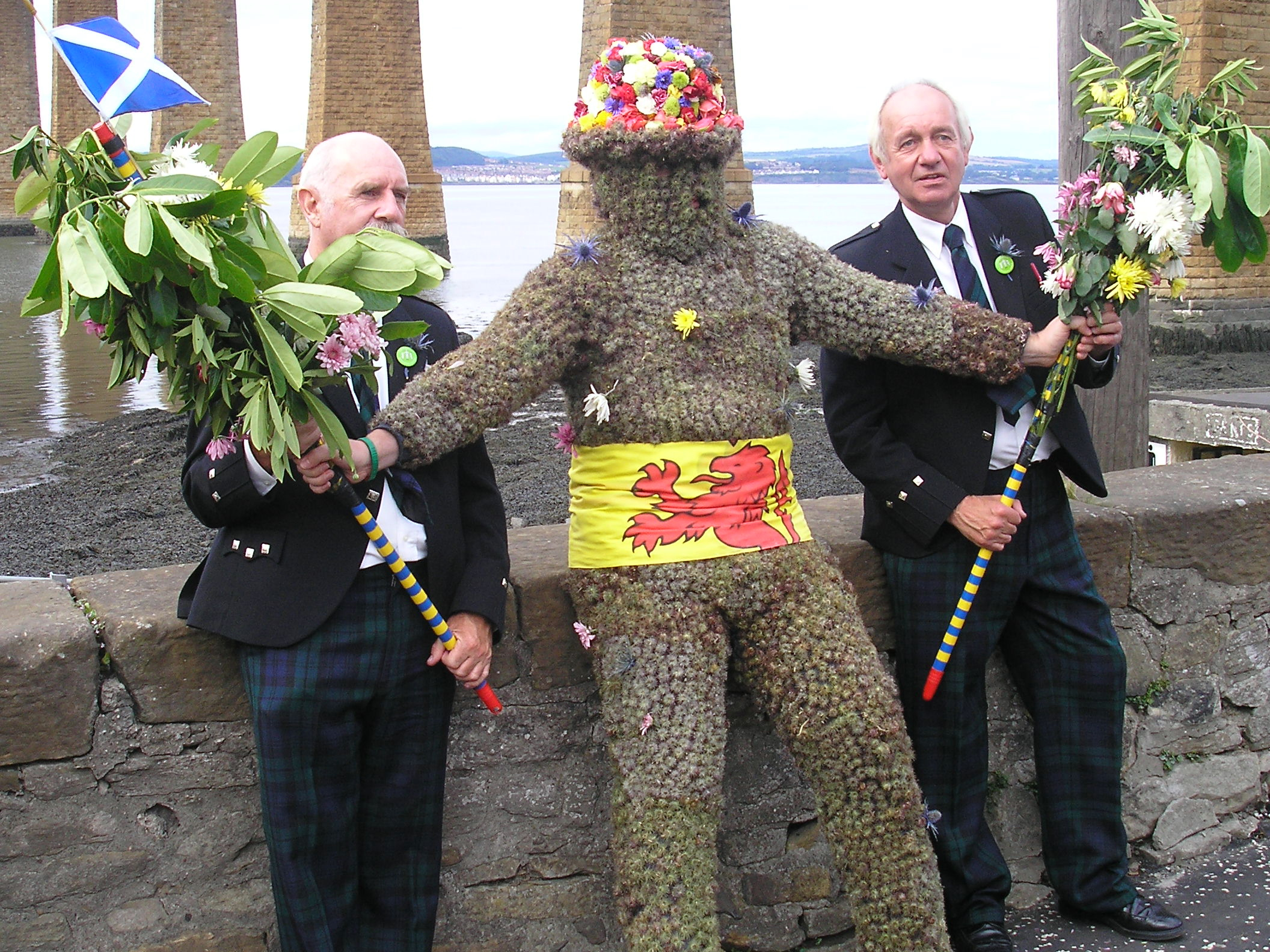
De Burry Man moet, ondersteund door zijn secondanten, even uitblazen.

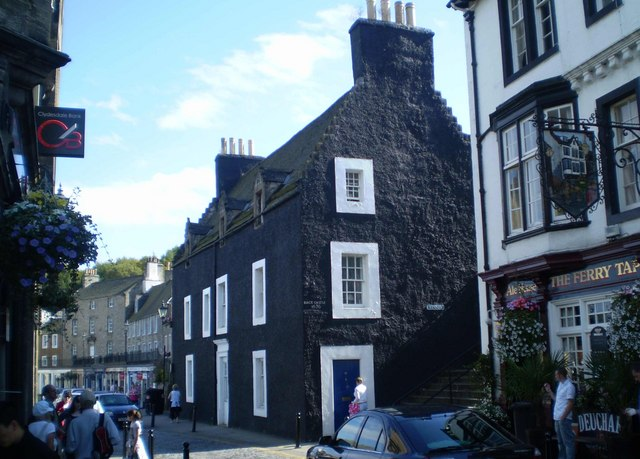
Black Castle

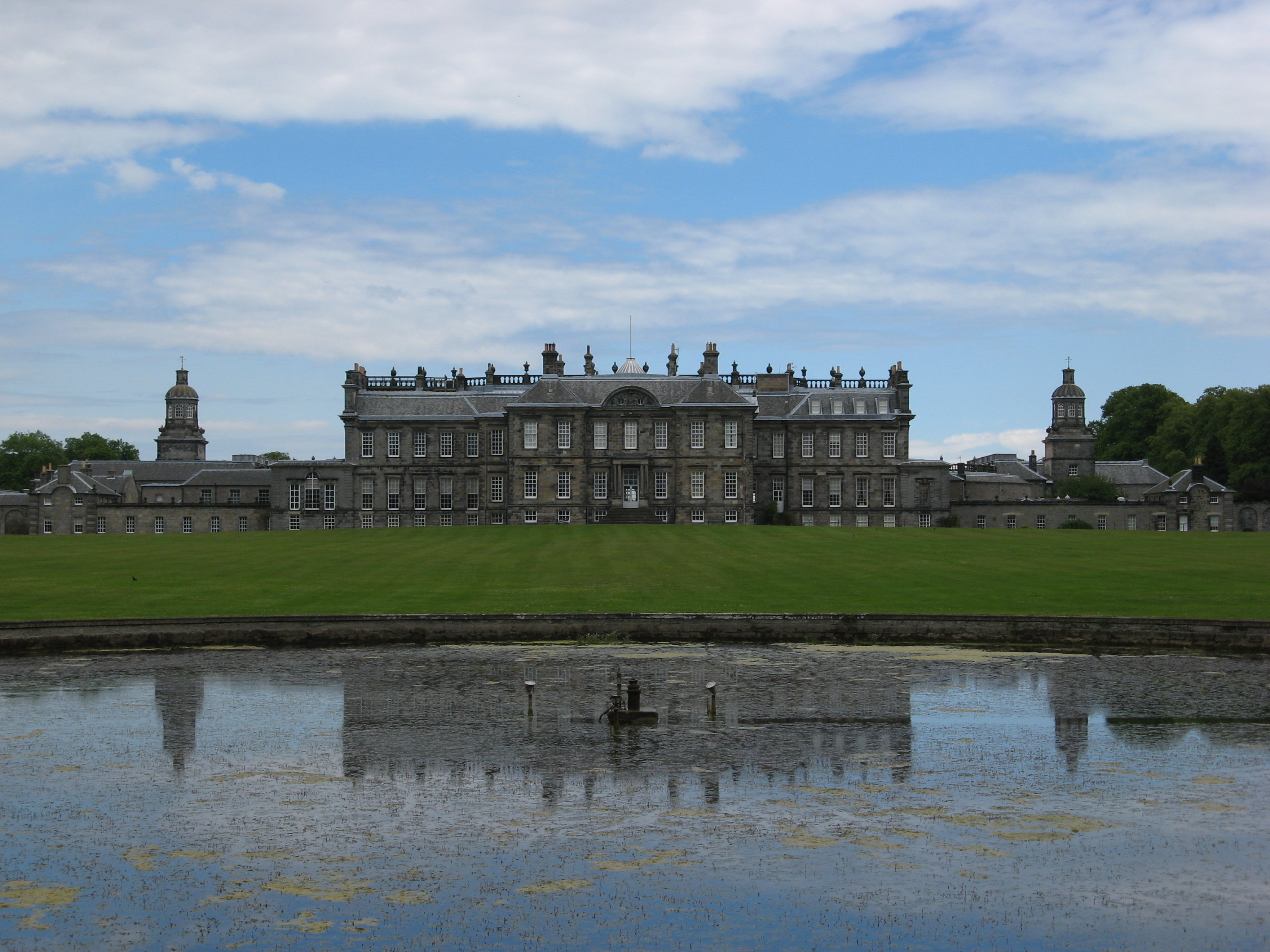
Het statige Hopetoun House

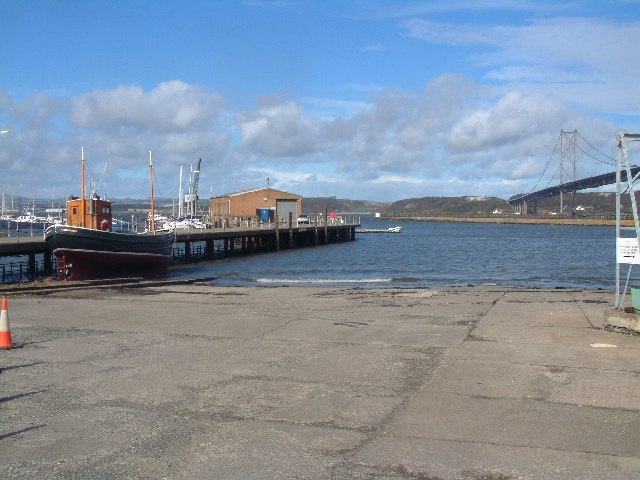
Port Edgar Marina

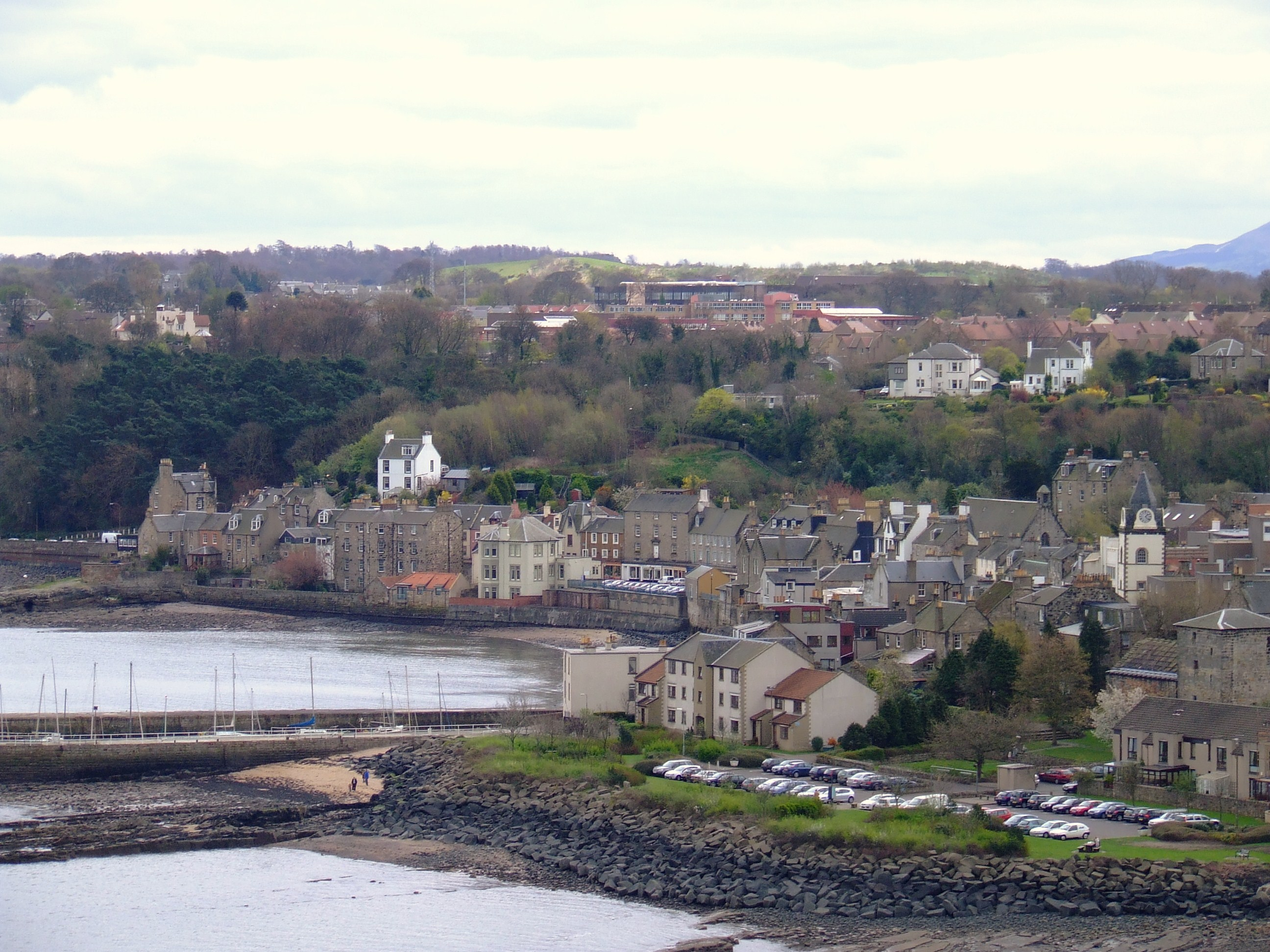
Queensferry zicht vanaf Forth Road Bridge

Queensferry (ook wel South Queensferry genoemd ter onderscheiding van North Queensferry), was oorspronkelijk een Royal Burgh in West Lothian, Schotland. In 1975 kwam door de Local Government (Scotland) Act een eind aan de Royal Burgh status van Queensferry en werden administratie en bestuur aan de City of Edinburgh District Council overgedragen. Queensferry ligt ongeveer 16 kilometer ten noordwesten van het stadscentrum, aan de kust van de Firth of Forth tussen de Forth Bridge en de Forth Road Bridge. Er wonen circa 10.000 mensen.
De Schots-Gaelische naam Cas Chaolais betekent de "schuin aflopende straten".

## Geschiedenis
In 2007 is in Queensferry bewijs gevonden van een nederzetting uit de bronstijd tijdens routine werkzaamheden voor een bestemmingsplanwijziging. Door deze vondst kan de vroegst bekende bewoning van de streek 2000 jaar vroeger, naar 2000 v.Chr. worden gedateerd.
De stad heeft haar naam te danken aan de Angelsaksische koningin Sint Margaretha van Schotland, de vrouw van koning Malcolm III van Schotland die verzekerd wilde zijn van een regelmatige veerpontdienst over de Firth of Forth ten behoeve van de pelgrims, die naar St Andrews reisden. St Andrews was de kerkelijke hoofdstad van Schotland (nu de hoofdstad van golf).
Margaretha gebruikte zelf de "Queen's Ferry" om van de toenmalige hoofdstad Dunfermline, haar kapel, St Margaret's Chapel in Edinburgh Castle te bezoeken en vice versa. Na haar overlijden in 1093 maakte zij haar laatste reis per "Queen's Ferry" naar de door haar gestichte Dunfermline Abbey.
Haar zoon, David I van Schotland, gunde de ferryrechten daarna aan dezelfde abdij. De ferry heeft dienstgedaan tot 1964 toen de Forth Road Bridge werd geopend. Nog steeds varen veerboten vanaf Queensferry naar eilanden in de Firth of Forth waaronder Inchcolm. Queensferry werd in de 13e eeuw een Burgh of regality en in 1636 een Royal Burgh.

## Plaatselijke tradities

### De Ferry Fair
De plaatselijke fair dateert uit de 12e eeuw. De fair vindt jaarlijks in augustus plaats met de gebruikelijk festiviteiten: een corso, doedelzak fanfares, kruiwagenrace en de verkiezing van een schoolmeisje tot Ferry Fair Queen.

### De Burry Man
Een onderdeel van de Fair is de eigenaardige processie van de Burry Man. Deze unieke heidens-achtige gebeurtenis is in ieder geval 300 jaar oud maar de oorsprong blijft in duister gehuld. De naam Burry Man stamt waarschijnlijk van de 'burrs' - de stekelige klissen van de klit, Arctium, in Engels Burdock plant - die kenmerkend zijn voor het pak van de Burry Man, daarna wordt verondersteld dat de naam een verbastering is van Burgh Man sinds de stad officieel een Royal Burgh werd.
Een autochtoon wordt van top tot teen in kleverige klissen bedekt waarop bloemen worden geplakt, alleen zijn voeten, handen en ogen en mond worden vrijgelaten. Rond zijn middel draagt de Burry Man een cummerbund, op zijn hoofd een bloemenhoed. Een versierde stok in elke hand completeert het beeld. Omdat hij nauwelijks zijn ledematen kan buigen helpen twee secondanten de Burry Man door deze beproeving hem versterkend met whisky, die door een rietje gedronken wordt. Enthousiaste kinderen gaan intussen van deur tot deur om geld voor hem in te zamelen. De belangrijkste haltes zijn, naast het gemeentehuis, elke pub in het plaatsje.

### De Loony Dook
De Loony Dook is de Nieuwjaarsduik (uiteraard verkleed) in het ijskoude water van de Firth of Forth en het uitje voor toeristen uit de hele wereld, die in Edinburgh oud en nieuw hebben gevierd. De naam Loony Dook is afgeleid van Loony (afkorting van lunatic = gek) en dook, Schots voor duik.

## Monumenten

### In High Street
- The Episcopal Church of St. Mary of Mount Carmel -Gebouwd in 1441. Het is het oudste gebouw van Queensferry. De kerk maakte oorspronkelijk deel uit van een klooster en gasthuis en is Schotlands enig overgebleven kerk van de orde der karmelieten.[5]
- Black Castle - Gebouwd in 1626. Toen de eigenaar William Lowrie, een kapitein ter koopvaardij op zee was gebleven, werd zijn meid ervan beschuldigd een bedelares betaald te hebben een vloek te hebben uitgesproken over de kapitein. Beide vrouwen werden verbrand voor hekserij.[4]
- Plewlands House - Een 17e-eeuws herenhuis in het centrum van het stadje, sinds 1953 beheerd door de National Trust for Scotland.
- The TolBooth - In High Street uit de 16e eeuw, met een klokkentoren uit 1720.

### In het buitengebied
- Hopetoun House - Drie kilometer ten westen van Queensferry ligt dit statige Georgian landgoed, ontworpen door de Schotse architecten Sir William Bruce William Adam, omgeven door een park van zestig hectare. Het huis is sedert de 17e eeuw in het bezit van de graaf van Hopetoun.[8]
- Dalmeny House - Het neogotische kasteel ligt drie kilometer oostelijk van Queensferry Dalmeny House is gebouwd door de Engelse architect William Wilkins in 1817 en is in het bezit van graaf van Roseberry. Het biedt onderdak aan de Roseberry en een deel van de Hannah Primrose, gravin van Roseberry-Rothschild collecties.[9]
- Dundas Estate - Het kasteel uit de negentiende eeuw ligt anderhalve kilometer ten zuiden van Queensferry. Het is nu in gebruik als hotel en congrescentrum met een 9-hole golf course in het park.

## Port Edgar
Het plaatsje Port Edgar is westelijk tegen de zuidoprit van de Forth Road Bridge aan gebouwd en maakt de facto en de jure deel uit van Queensferry. Het is een voormalige marinehaven en de thuishaven van de stone frigate HMS Lochinvar. In het interbellum was de haven in gebruik als torpedobootjagerbasis onder het commando van kapitein-ter-zee Andrew Cunningham, 1ste burggraaf van Hyndhope, die tijdens de Tweede Wereldoorlog Admiral of the Fleet was. Tegenwoordig is de marinehaven gepacificeerd tot een jachthaven van 300 ligplaatsen met de Port Edgar Yacht Club.

## Externe links

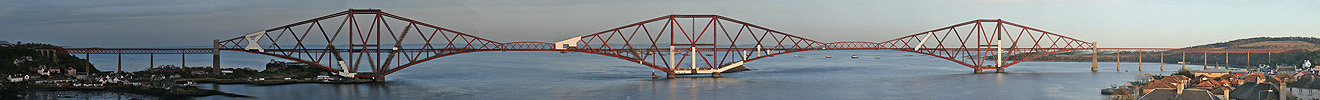
Forth Bridge met links North- en rechts South Queensferry.